# نادي فالكنبرغ
نادي فالكنبرغ (بالإنجليزية: Falkenbergs FF) هو فريق كرة قدم من مدينة فالكنبرغ في السويد، أُسس بتاريخ 1927، يلعب في سوبرتان، يدرب النادي هانز إكلوند.

## وصلات خارجية
- الموقع الرسمي